# كلوز راسموسن
كلوز راسموسن هو دراج دنماركي، ولد في 31 ديسمبر 1957 في سفينبورغ في الدنمارك.

## وصلات خارجية
- كلوز راسموسن على موقع أرشيف الدراجات (الإنجليزية)
- كلوز راسموسن على موقع أوليمبيديا (الإنجليزية)